# Red red
Le red red est un plat ghanéen composé de haricots cornilles, cuits dans de l'huile de palme ou autre huile végétale, souvent accompagné de banane plantain,. Le plat tire son nom de la couleur rouge qu'il prend à cause de l'huile de palme rouge (zomi). Le red red contient généralement du poisson tels que le maquereau ou les sardines en conserve, des haricots cornilles, du piment Scotch bonnet, des oignons, de l'huile de palme et des tomates,. Au Ghana, on l'appelle communément « kokoo ne beans ». Bien que souvent servi avec du poisson, le red red peut aussi être végétarien ou végan. Il peut être servi avec de la banane plantain frite, de l'avocat, du riz ou du garri pour un repas complet.